# Microchilus glacensis
Microchilus glacensis là một loài thực vật có hoa trong họ Lan. Loài này được (Dod) Ormerod mô tả khoa học đầu tiên năm 2002.